# Двигун Д-436-148
Д-436-148 — український турбореактивний двигун, розроблений Запорізьким машинобудівним конструкторським бюро «Прогрес», є модифікацією двигуна Д-436 розробленого ЗМКБ «Прогрес» під керівництвом Ф. М. Муравченко на основі радянського двигуна Д-36. Серійне виробництво двигуна налагоджене на ВАТ Мотор Січ. Призначений для встановлення на літаки Ан-148 регіональних і магістральних авіаліній протяжністю до 7000 км.

## Особливості модифікації
Модифікація двигуна Д-436Т1 з тягою на злітному режимі від 6400 до 6830 кгс (залежно від налаштувань системи управління відповідно до варіанта застосування). В порівнянні з базовим двигуном у Д-436Т1 модифікована коробка приводів і реверсивний пристрій, капоти газогенератора і сопло зовнішнього контуру виконане з композиційних матеріалів із шумопоглинальними покриттями і вкорочене. Нова система автоматичного керування — електронно-цифрова з повною відповідністю типу FADEC.
30 березня 2004 року — початок стендових випробувань. 
17 грудня 2004 року перший політ Ан-148. Станом на початок 2023 року збудовано 37 льотних екземплярів Ан-148/Ан-158, частина з яких експлуатується комерційними пасажирськими перевізниками.

## Призначення
Призначений для встановлення на літаки Ан-148 регіональних і магістральних авіаліній протяжністю до 7000 км. Є черговою модифікацією двигунів Д-436Т1, що встановлюються на пасажирський літак Ту-334.
Двигун відповідає як чинним, так і перспективним вимогам норм ІКАО до авіаційних двигунів щодо шумів і викидів шкідливих речовин.
Основні переваги:
- низька питома витрата палива і мала питома маса;
- висока надійність, обумовлена багаторічним досвідом експлуатації двигуна Д-36 аналогічного класу;
- низькі рівні шуму і емісій;
- простота обслуговування та висока ефективність системи контролю та діагностики;
- наявність універсальної підвіски, що дозволяє без змін конструкції двигуна застосовувати його на різних літаках, розміщуючи двигун під або над крилом, у фюзеляжі літака або з обох його боків;
- низькі експлуатаційні витрати при тривалому терміні служби.

## Характеристики
Джерело: офіційний сайт компанії «Мотор Січ»
| Д-436-148                                                 | Б              | Д              |
| Тип судна                                                 | Ближній літак  | Дальній літак  |
| --------------------------------------------------------- | -------------- | -------------- |
| Надзвичайний режим (Н=0, М=0, MCA)                        |                |                |
| Температурні умови                                        | tн+37,5°С      | tн+30°С        |
| Тяга, кгс                                                 | 7280           | 7690           |
| Злітний режим (Н=0, PH=760 мм рт. ст., Мп=0, MCA)         |                |                |
| Температурні умови                                        | tн+37,5°С      | tн+30°С        |
| Тяга, кгс                                                 | 6570           | 7010           |
| Питома витрата пального кг/кгс∙г                          | 0,351          | 0,351          |
| Максимальний крейсерський режим (Н=11000 м, Мп=0,75, MCA) |                |                |
| Тяга, кгс                                                 | 1560           | 1560           |
| Габаритні розміри                                         | 3829x1802x1949 | 3829x1802x1949 |
| Питома витрата пального кг/кгс∙г                          | 0,60           | 0,60           |
| Суха маса кг.                                             | 1400           | 1400           |
| Ресурс двигуна годин                                      | 40 000         | 40 000         |

## Модифікації

### Д-436-148ФМ
Двигун Д-436-148ФМ є спільною розробкою українських виробників ВАТ «Мотор Січ» і ДП «Івченко-Прогрес» спеціально для нового українського транспортного літака Ан-178. 
Вирізняється збільшеною тягою на всіх основних режимах роботи двигуна, а на злітному режимі тяга збільшена з 6570-7010 кгс до 7880 кгс , поліпшеними емісійними характеристиками. Для зменшення шуму до профілю двигуна впроваджені ефективні звукопоглинаючі конструкції.
Двигун названий на честь Федора Михайловича Муравченка — генерального конструктора ЗМКБ «Прогрес» доктора технічних наук, професора, член-кореспондента Національної академії наук України, лауреата державних премій СРСР і України, кавалера багатьох орденів і медалей.
Перший пробний запуск ТРДД Д-436-148ФМ сертифікаційного профілю відбувся 9 грудня 2015 року.
5 лютого 2016 року в Києві відбувся перший політ першого прототипу транспортного літака Ан-178 (реєстрація UR-EXP, серійний номер 001) з двигуном Д-436-148ФМ, підвішеним до лівого пілона. Політ тривав 27 хвилин.
ДП «Антонов» уклав угоду на придбання двох екземплярів двигунів для Ан-178.